# 난원지
난원지(欒願之, ? ~ 기원전 140년) 또는 악원(樂願)은 전한 전기의 제후로, 개국공신 난열의 아들이다.

## 생애
경제 중6년(기원전 144년), 아버지 난열의 뒤를 이어 진양후(愼陽侯)에 봉해졌다.
건원 원년(기원전 140년)에 죽으니 시호를 정(靖)이라 하였고, 작위는 아들 난매지가 이었다.

## 출전
- 사마천, 《사기》 권18 고조공신후자연표
- 반고, 《한서》 권16 고혜고후문공신표

| 전임 아버지 난열 | 전한의 진양후 기원전 144년 ~ 기원전 140년 | 후임 아들 난매지 |